# 21. század
Évtizedek: 2000-es évek – 2010-es évek – 2020-as évek – 2030-as évek
A 21. század a 2001. január 1-jétől 2100. december 31-éig tartó éveket foglalja magába. Ez a század a 3. évezred kezdete.

## Tudomány és technológia
- 2002 – A Mars Odyssey amerikai űrszonda végleges Mars körüli pályára áll.
- 2002 – Bejelentik a világ első mesterséges vírusának létrehozását, melyet a Stony Brook Egyetem kutatói állítottak elő.
- 2003. február 14. – Dolly, a klónozott birka elpusztulása.
- 2003 – A SARS (Severe acute respiratory syndrome) vírus világszéles elterjedése.
- 2004 – A két MER marsautó víz nyomait fedezi fel a Mars bolygón.
- 2004 – A Cassini–Huygens űrszonda elérkezett a Szaturnusz bolygóhoz.
- 2004 – A SMART–1, az első európai holdszonda ionhajtóművel elérte a Holdat.
- 2005 – Lax Péternek ítélik a matematikusok Nobel-díjaként is ismert Abel-díjat
- 2012. július – A világon először kap forgalomba hozatali engedélyt egy génterápiás készítmény (Glybera – uniQure N.V.), mellyel gyógyíthatóvá vált a lipoprotein lipáz hiány genetikai betegség.
- 2012 – Felfedezik a Higgs-bozont.
- 2012 – Szemerédi Endre kapja a 2012-es Abel-díjat.
- 2013 – Eddigi legnagyobb Ebola járvány Afrikában.
- 2014 – A gravitációs hullámok felfedezése [1]
- 2015 – A Windows 10 megjelenése [2]
- 2016 – A Zika-vírus Dél-Amerikában pandémiát vált ki.
- 2017 – A világon először kap állampolgárságot egy mesterséges intelligenciával rendelkező humanoid robot. (Sophia, állampolgársága: szaúdi).
- 2021 – Lovász Lászlónak és Avi Wigderson izraeli matematikusnak ítélik az Abel-díjat.
- 2023 – A mesterséges intelligencia és a ChatGPT széles körű elterjedése [3][4]
- 2023 – Két magyar származású ember is Nobel-díjat nyer: Karikó Katalin és Krausz Ferenc.

## Politika, gazdaság, társadalom, környezet

### 2001

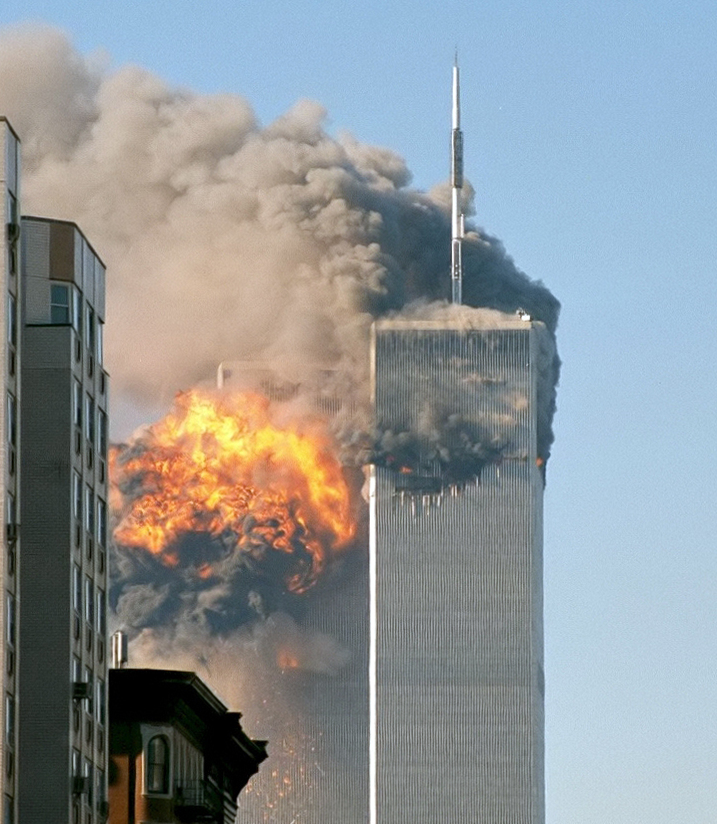
2001-es terroristatámadás az USA-ban

- január: Megjelenik a Wikipédia angol nyelvű online lexikona
- szeptember 11.: Terroristatámadás az USA ellen.
- Az afganisztáni háború kezdete: a NATO és szövetségeseinek beavatkozása Afganisztánban
- A délszláv háború vége

### 2002
- Készpénzként forgalomba kerül az euró, az Európai Unió hivatalos valutája
- Kelet-Timor elnyeri függetlenségét Indonéziától
- Bali szigeti robbantás (Indonézia)
- Svájc belép az ENSZ-be
- Megtartják a 2002-es labdarúgó-világbajnokságot, melyet Japán és Dél-Korea rendez (Ez az első labdarúgó-világbajnokság, melyet Ázsiában rendeznek).

### 2003
- Iraki háború
- Columbia űrrepülő katasztrófája
- A magyar Wikipédia megjelenése

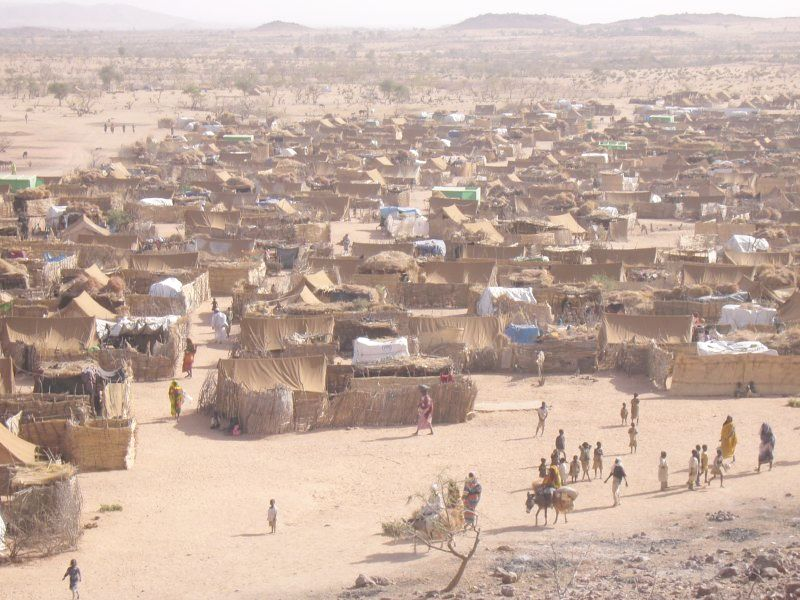
Dárfúri menekülttábor Csádban

- A színes forradalmak néven ismertté vált sorozatok kezdete (Ukrajna, Grúzia, Kirgizisztán, Libanon)
- A dárfúri konfliktus kezdete, humanitárius katasztrófa

### 2004

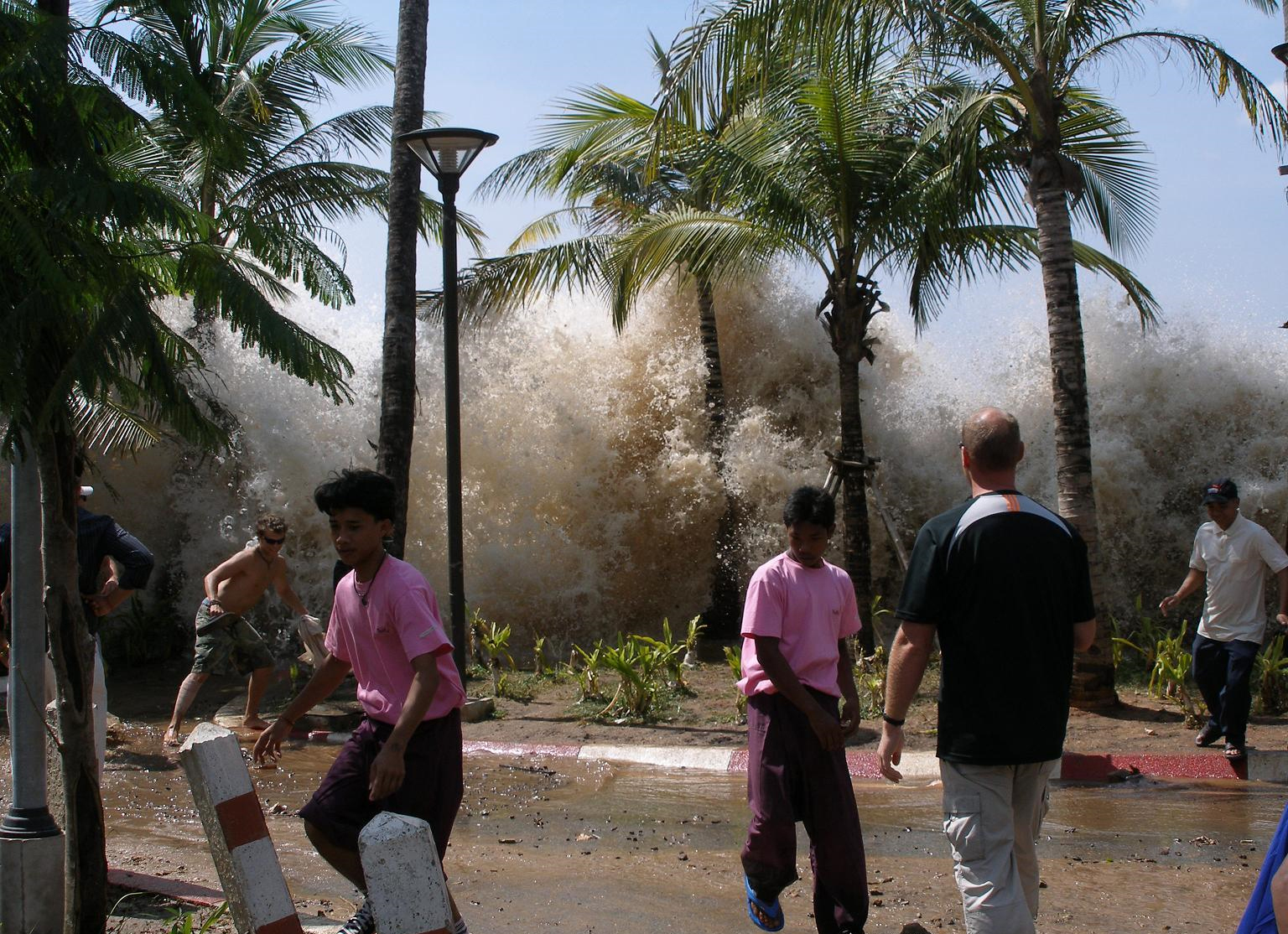
2004-es indiai-óceáni szökőár

- Megjelenik a Facebook közösségi hálózat
- Az Európai Unió bővítése tíz állammal
- A madridi terrortámadás
- Athéni olimpiai játékok
- szeptember: A beszláni túszdráma
- Indiai-óceáni szökőár, 230-280 ezer fő áldozat[5]

### 2005
- július 7.: Londoni robbantások
- Pakisztáni földrengés (Kasmír), 79 ezer áldozat[6]
- Meghal II. János Pál pápa. Utóda, a német bíboros a XVI. Benedek pápa nevet veszi fel.

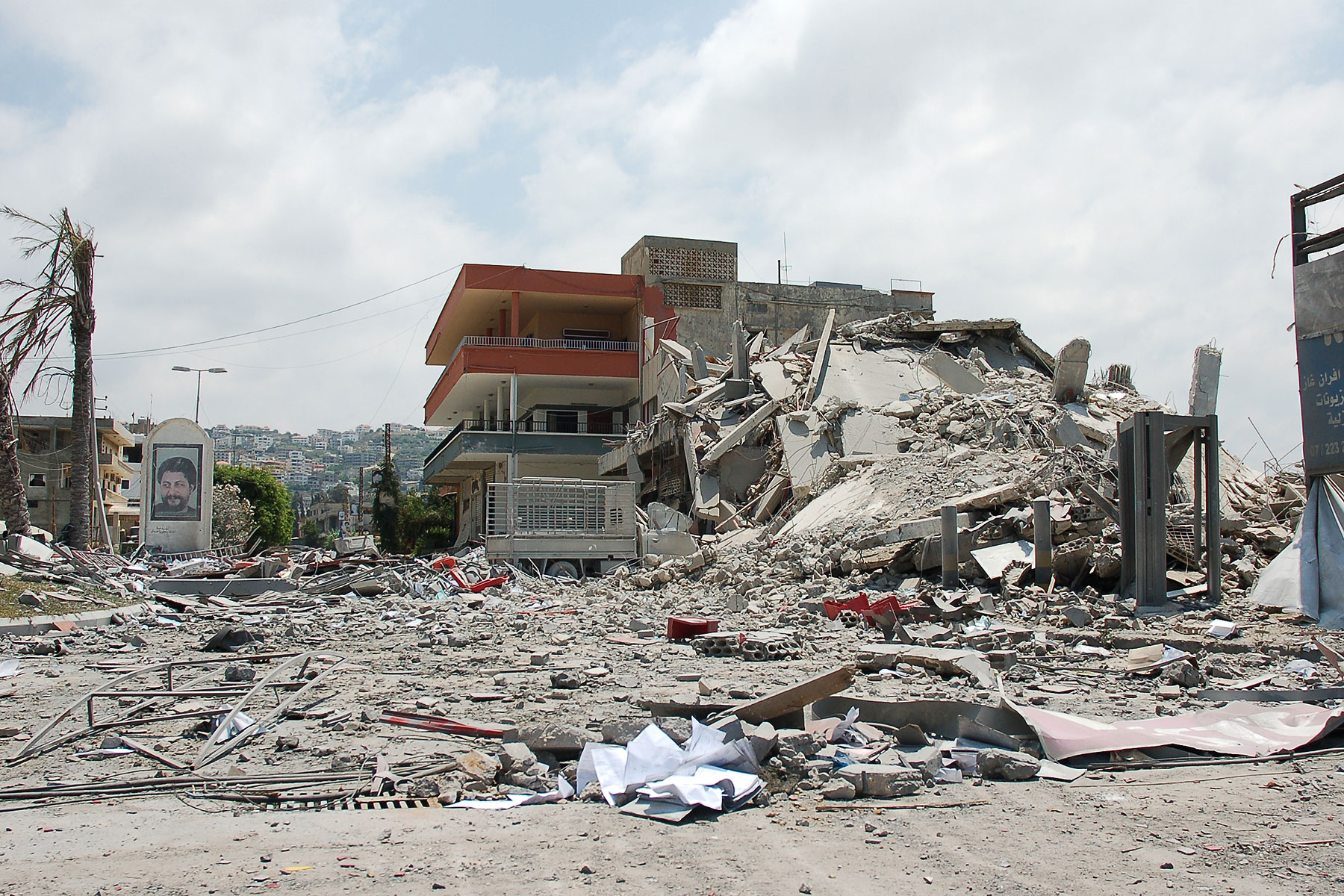
A 2006-os libanoni háborúban elpusztult épület az ország déli részén

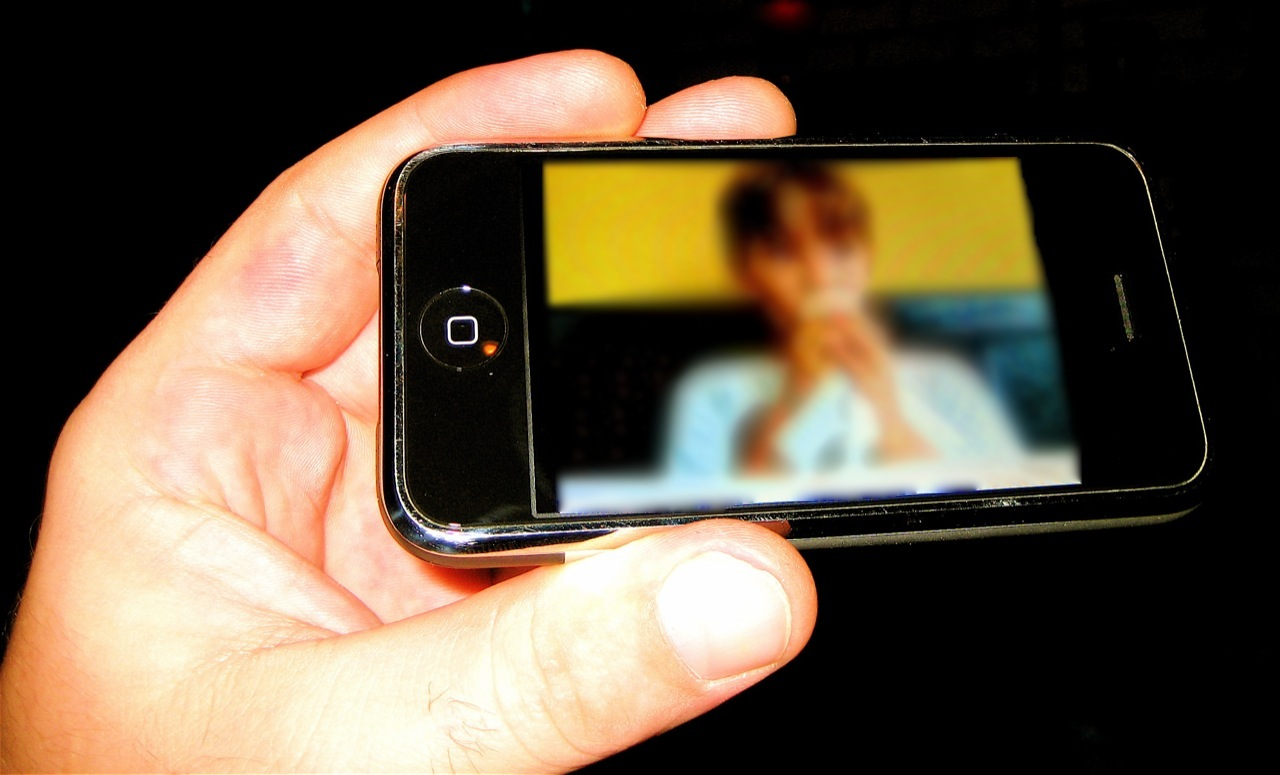
Az első iPhone

- Franciaországi zavargások
- Katrina hurrikán Amerikában

### 2006
- Kelet-Timor-i válság
- Montenegró elnyeri függetlenségét, és az ENSZ 192. tagja lesz
- július 11.: Vonatrobbantás Mumbaiban (India)
- Libanoni háború (wd) a Hezbollah és Izrael között
- október 23.: A magyarországi zavargások
- Mexikói drogháború kezdete a kormány és a drogkartellek között
- Németországi labdarúgó-világbajnokság

### 2007
- Bulgária és Románia az Európai Unió tagja lesz
- Meggyilkolják Benazír Bhutto pakisztáni politikust
- Steve Jobs bejelenti az első iPhone-t, majd még az évben piacra is dobják azt
- A lisszaboni szerződés aláírása
- Magyarország, és további nyolc ország csatlakozik a schengeni övezethez.

### 2008
- Gazdasági világválság robban ki
- Mumbai terrortámadás (India)
- Orosz–grúz háború
- Pekingi olimpiai játékok

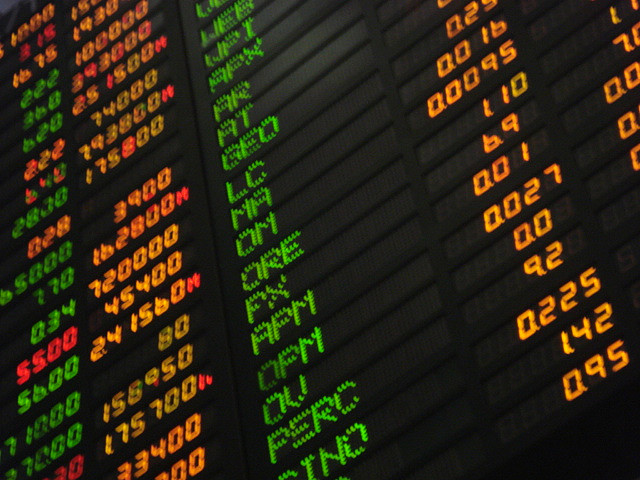
Gazdasági világválság

- Nargis hurrikán (Mianmar), 138 ezer áldozat[7]
- Szecsuani földrengés (Kína), 70-80 ezer áldozat
- Zimbabwei kolerajárvány

### 2009
- Szlovákia bevezeti az eurót
- Barack Obama lesz az USA 44. elnöke
- Életbe lép az Európai Unió lisszaboni szerződése
- Zavargások Moldova fővárosában
- A BRIC (későbbi BRICS) alapítása

|              |                         |
| Barack Obama | Michael Jackson (†2009) |

- Meghal Michael Jackson énekes
- Influenzapandémia
- Az első kriptovaluta, a bitcoin kibocsátása

### 2010
- Vancouver-i téli olimpiai játékok
- Átadják a Burdzs Kalifát Dubajban, amely a világ legmagasabb felhőkarcolója
- Ajkai vörösiszap-katasztrófa
- Haitin hatalmas földrengések, amely 300 ezer körüli áldozatot okoz [8]
- Az év végén az úgynevezett „arab tavasz” nevű forradalmak kezdete
- Megrendezik a 2010-es labdarúgó-világbajnokságot a Dél-afrikai Köztársaságban(Ez az első labdarúgó-világbajnokság, melyet Afrikában rendeznek)

### 2011
- Az arab tavasz nevű forradalmak

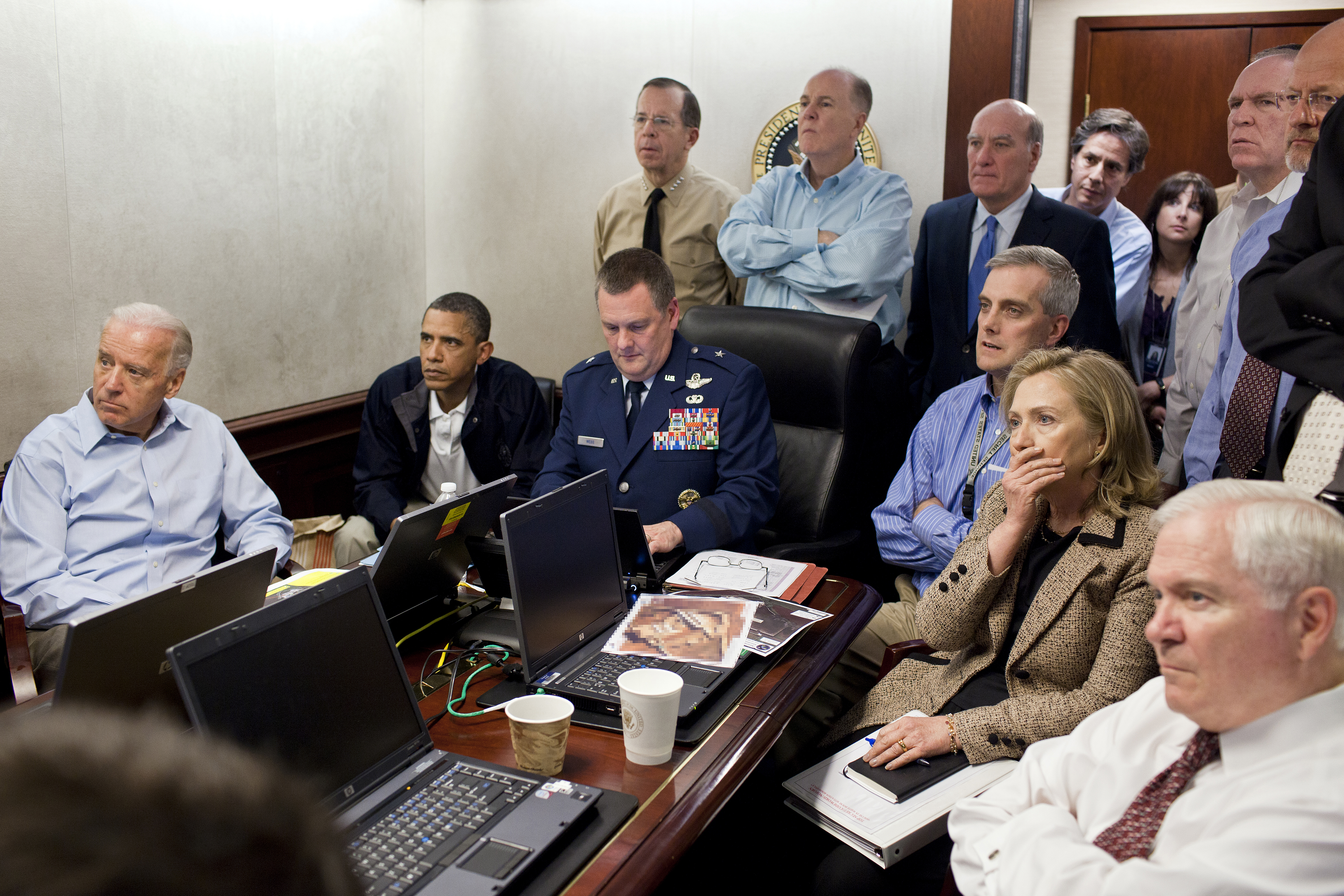
Az amerikai elnöki stáb nézi az Oszáma bin Láden elleni akciót

- Líbiai polgárháború, a szíriai polgárháború kezdete
- Dél-Szudán elnyeri függetlenségét, és az ENSZ tagja lesz.
- Oszáma bin Láden meggyilkolása
- Tóhokui földrengés és cunami (Japán)
  - Fukusimai atomerőmű-baleset
- Az oslói terrortámadás

### 2012

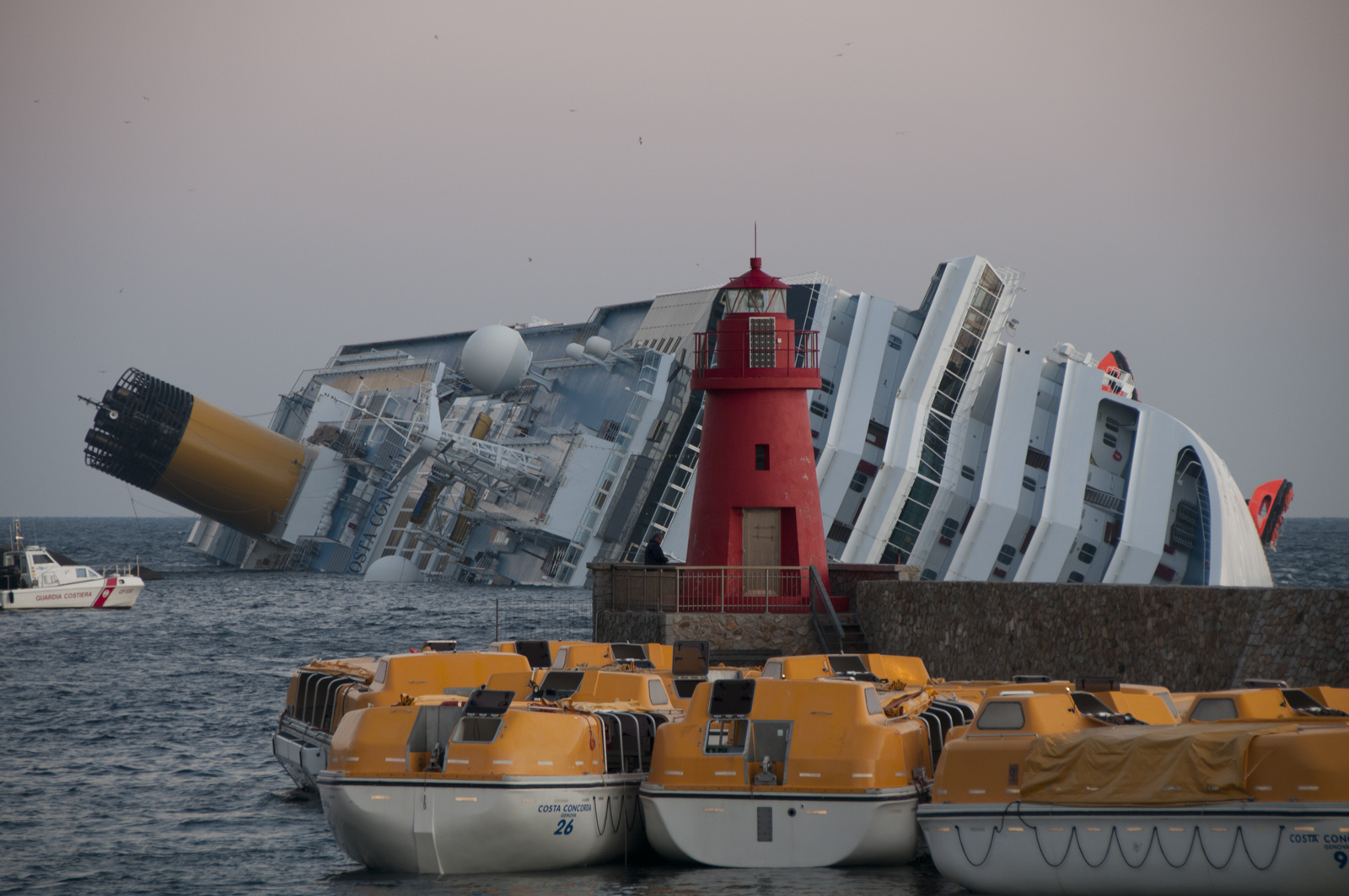
Az oldalára dőlt Costa Concordia

- Magyarország alkotmányának módosítása
- A plágiumügybe keveredett Schmitt Pál köztársasági elnök lemondása
- Hszi Csin-pinget választják a Kínai Kommunista Párt új főtitkárának
- Indiában széleskörű áramszünet lép fel, melynek következtében több, mint 600 millió ember marad áram nélkül
- Londoni olimpiai játékok

### 2013
- Edward Snowden által kirobbantott lehallgatási botrány
- XVI. Benedek pápa lemondását követően utódja Bergoglio, aki a Ferenc pápa nevet veszi fel

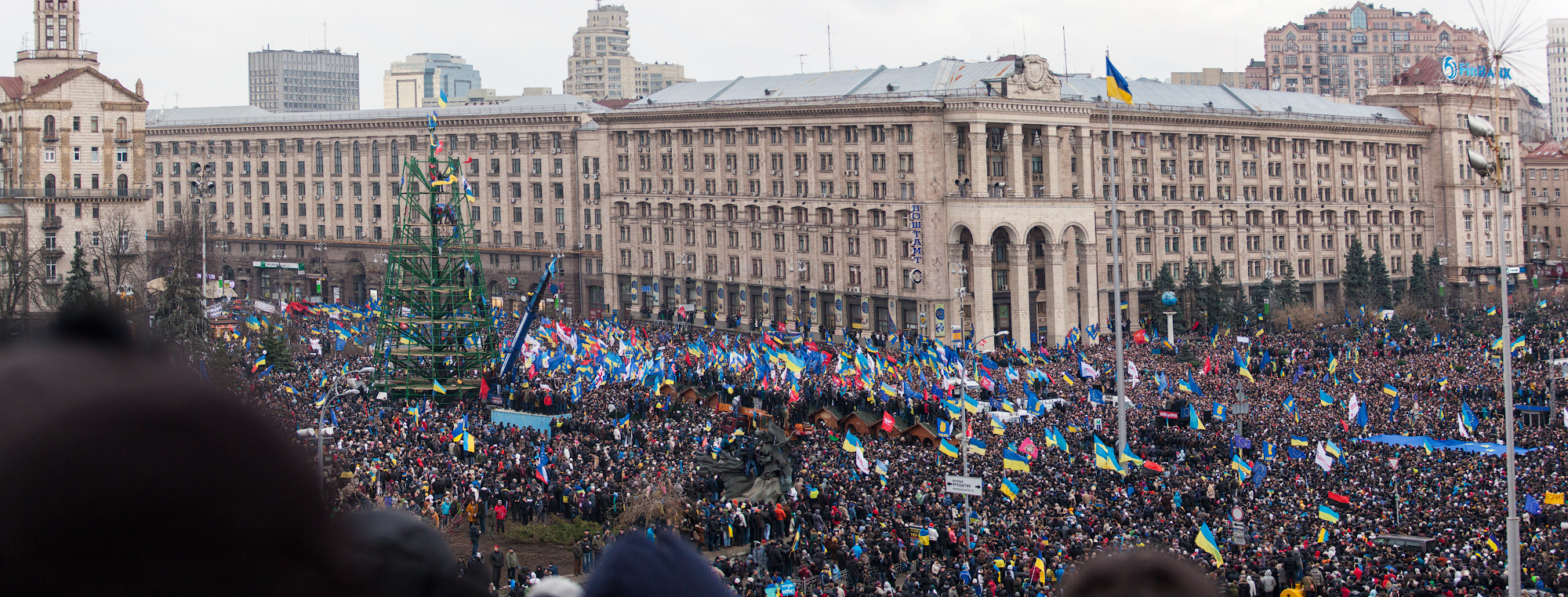
Jevromajdan tüntetés Kijevben

- Horvátország az Európai Unió tagja lesz
- Nyugat-afrikai Ebola-járvány kezdete

### 2014
- Ukrajnai forradalom (Euromajdan)

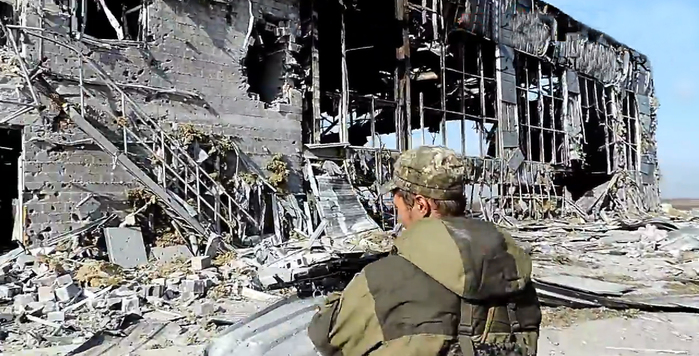
Háború Donbászban: a donyecki repülőtér romjai

- Krím félsziget orosz bekebelezése és a kelet-ukrajnai háború kezdete
- Brazíliai labdarúgó-világbajnokság
- A Malaysia Airlines 17-es járatának katasztrófája
- Az IMF alapján Kína lesz a világ legnagyobb gazdasága [9]

### 2015
- Nepáli földrengés
- Litvánia bevezeti az eurót

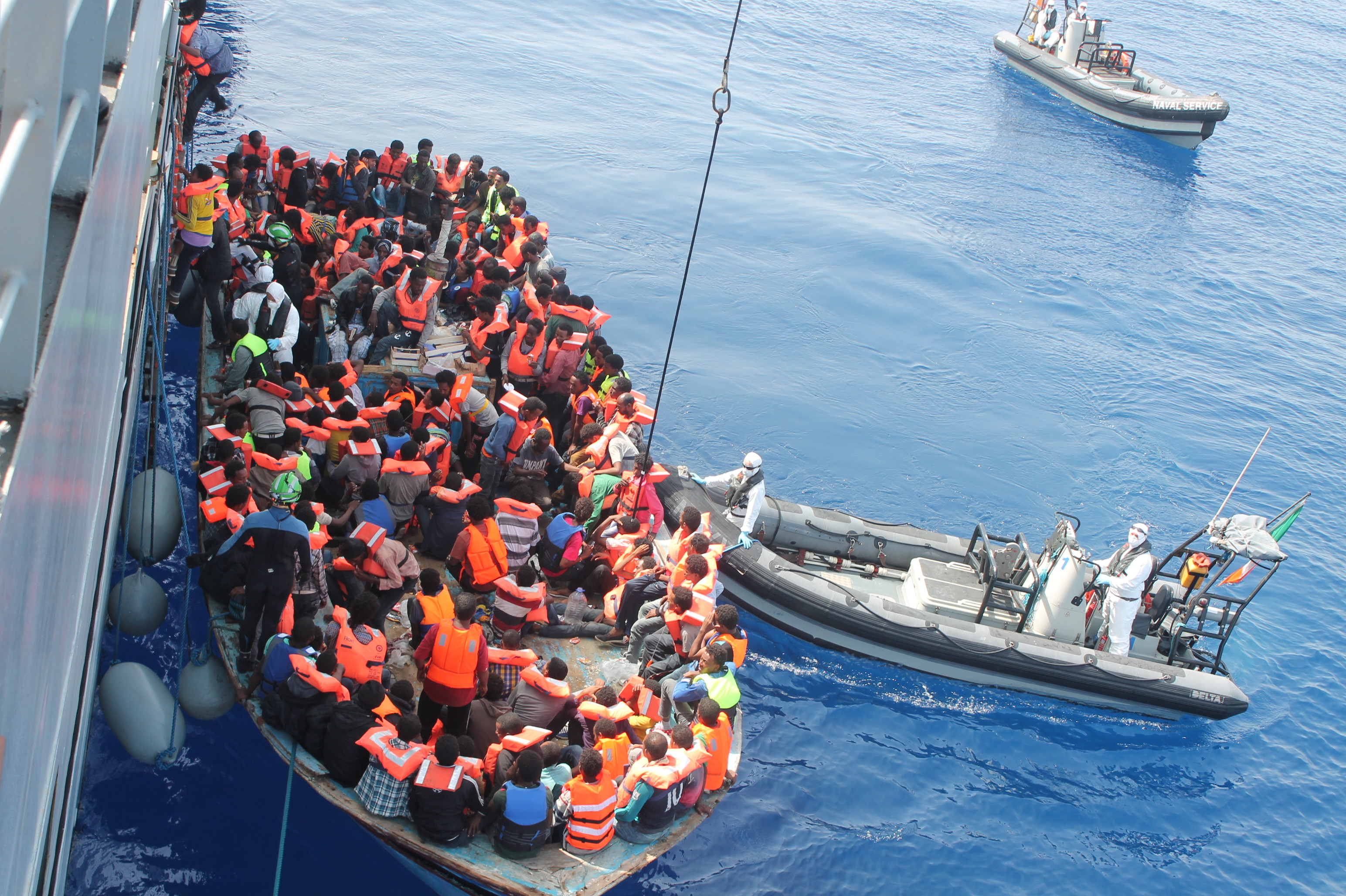
Európai migrációs válság

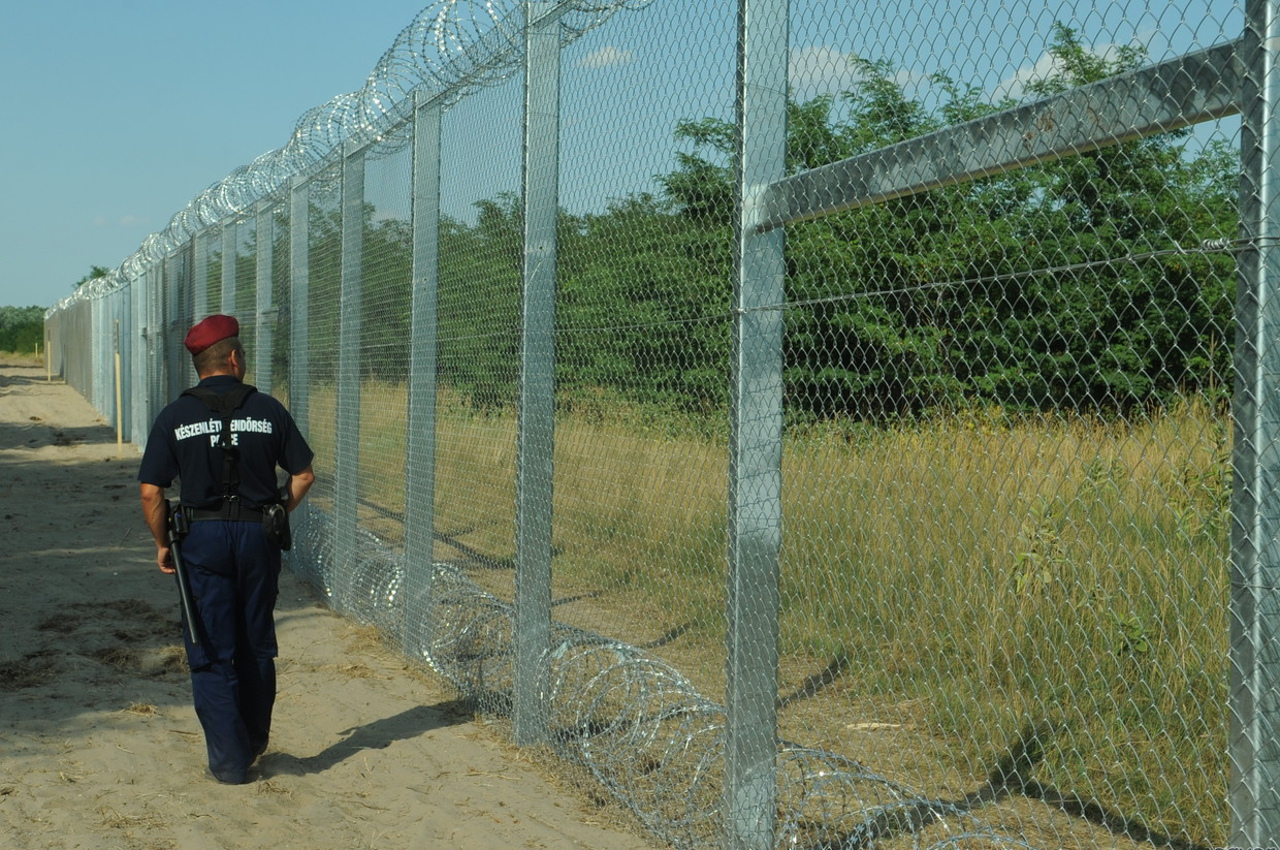
A déli határkerítés Magyarországon

- Nagyarányú migrációs válság kezdete Európában
- A déli határkerítés megépítése Magyarországon
- Párizsi terrortámadás

### 2016
- Brüsszeli terrortámadás
- Népszavazás az Egyesült Királyság EU-tagságáról
- Riói nyári olimpiai játékok
- Berlini terrortámadás

### 2017
- A veronai autóbusz-balesetben 17 magyar veszíti az életét
- Donald Trump az USA 45. elnöke
- Az Egyesült Királyság elindítja az EU-ból való kilépési tárgyalásokat (Brexit)
- Emmanuel Macront választják Franciaország elnökévé

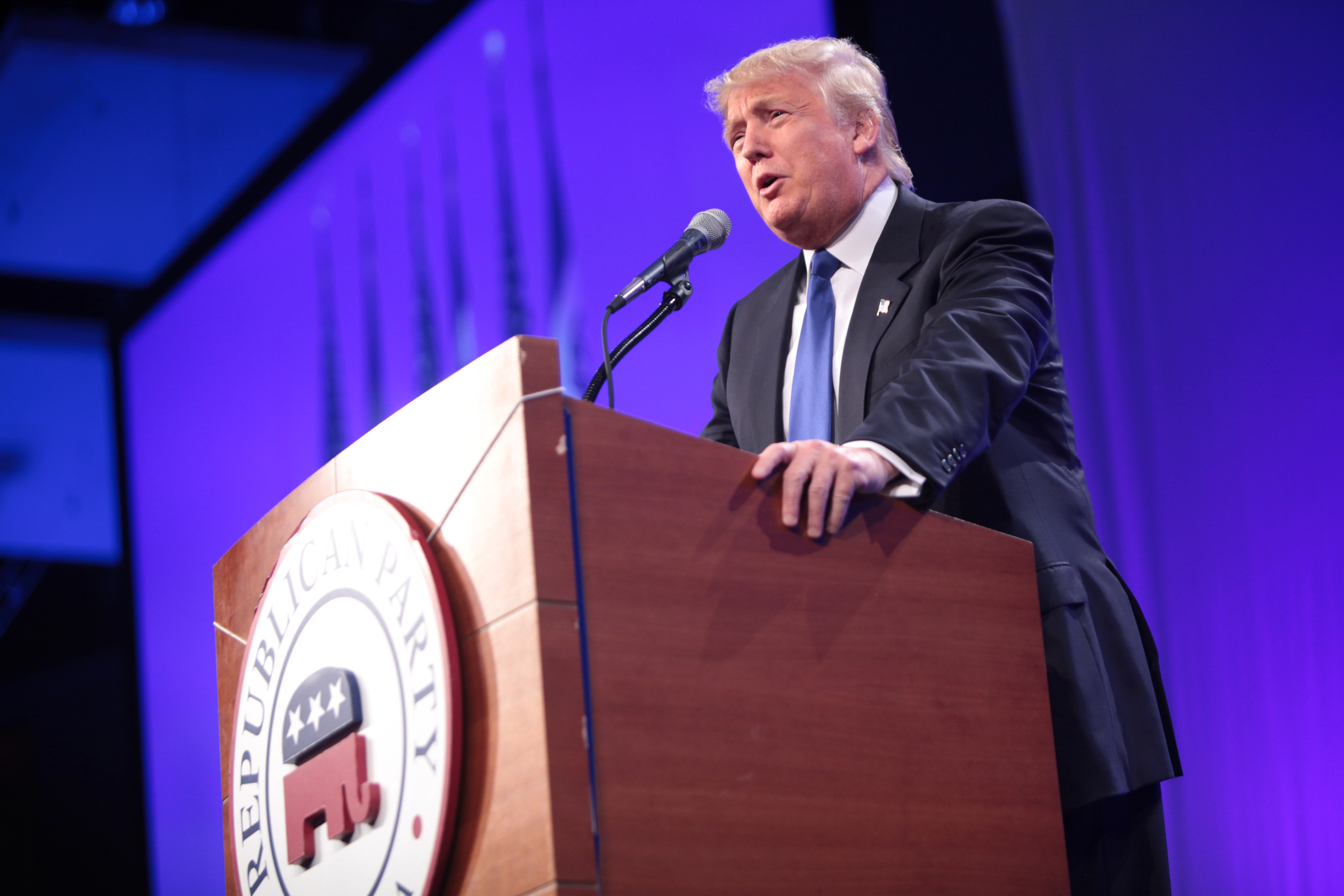
Donald Trump amerikai elnök

### 2018
- 2018-as Észak-Korea–Egyesült Államok-csúcstalálkozó
- Az Európai Parlament megszavazza a magyar jogállamiságról szóló Sargentini-jelentést
- Genovában összeomlik a 45 méter magas Morandi híd egy szakasza
- Magyarországon a túlóratörvény elfogadása
- „Bársonyos forradalom” Örményországban [10]
- Oroszországi labdarúgó-világbajnokság

### 2019
- Macedónia átnevezése: Észak-Macedónia
- Notre-Dame-tűzeset
- Hongkongi tüntetések
- A konstantinápolyi pátriárka elismeri az ukrán ortodox egyház autokefáliáját

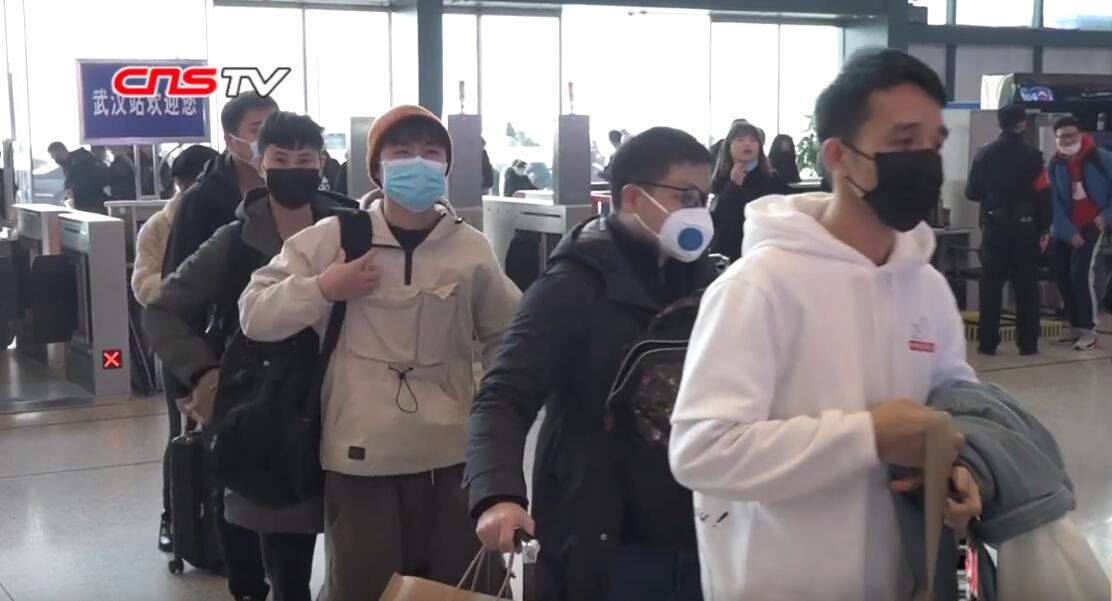
A koronavírus világszerte elterjed

- Abu Bakr al-Bagdadi, az Iszlám Állam vezetőjének likvidálása
- A Covid19 első ismert esetét jelentik a kínai Vuhanban

### 2020
- Brexit: Az Egyesült Királyság jogilag kilép az EU-ból
- A Covid19-világjárvány kezdete
- George Floyd, rendőri intézkedés során bekövetkező halála komoly felháborodást és tüntetéshullámokat idéz elő az Amerikai Egyesült Államokban
- Kászem Szolejmáni iráni tábornok meggyilkolása. Válaszul Irán rakétatámadást hajt végre az iraki amerikai légibázisok ellen.
- A bejrúti hatalmas robbanásban legalább 200 ember hal meg és sok ezer megsérül. Bejrútot katasztrófa sújtotta várossá nyilvánítják. Még a robbanások előtt, az év tavaszán Libanon államcsődöt jelent.[11]
- Fehéroroszországi tüntetések Lukasenka erősen vitatott győzelme után
- Navalnij orosz ellenzéki vezetőt megmérgezik, majd felépülése és Oroszországba való visszatérése után, 2021 elején bebörtönzik
- Etiópia északi részén polgárháború tör ki

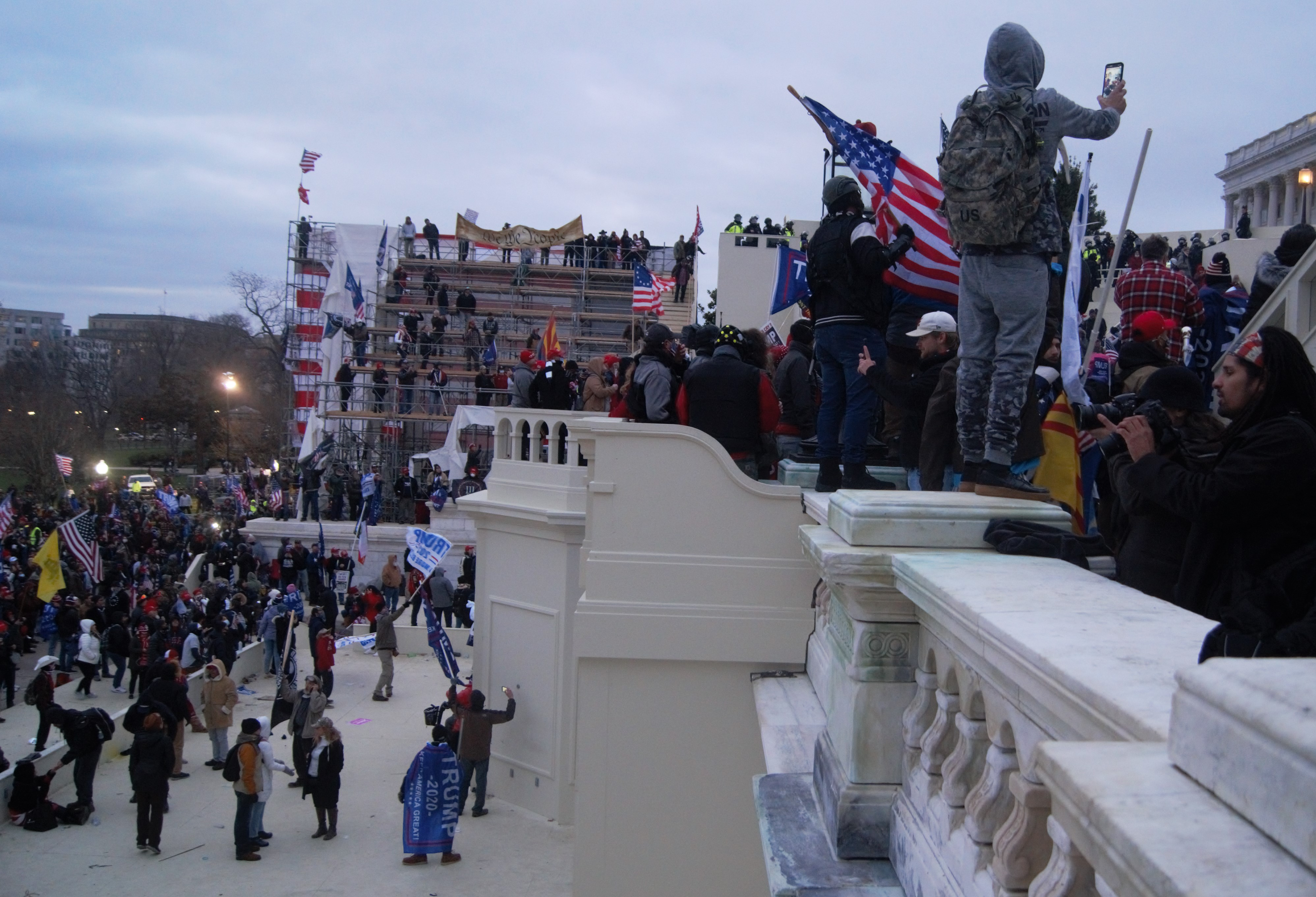
2021 elején a Trump által agitált tömeg behatol az USA törvényhozási épületébe

- Örmény-azeri háború
- Petrinyai (horvát) földrengés

### 2021
- Joe Biden az USA 46. elnöke
- Trump feltüzelt hívei megostromolják a Capitoliumot
- Mianmari puccs. Az év során puccs történik Szudánban, Maliban és Guineában is.
- Az Egyesült Királyság (teljes) kilépése az EU-ból
- A világjárvány miatt egy év csúszással megrendezik a tokiói, nyári olimpiai játékokat
- A tálibok átveszik a hatalmat Afganisztánban. Kabuli terrortámadás.
- Angela Merkel távozása Németország szövetségi kancellári posztjáról; utódja Olaf Scholz

### 2022
- Kazahsztáni zavargások
- Pekingi téli olimpiai játékok

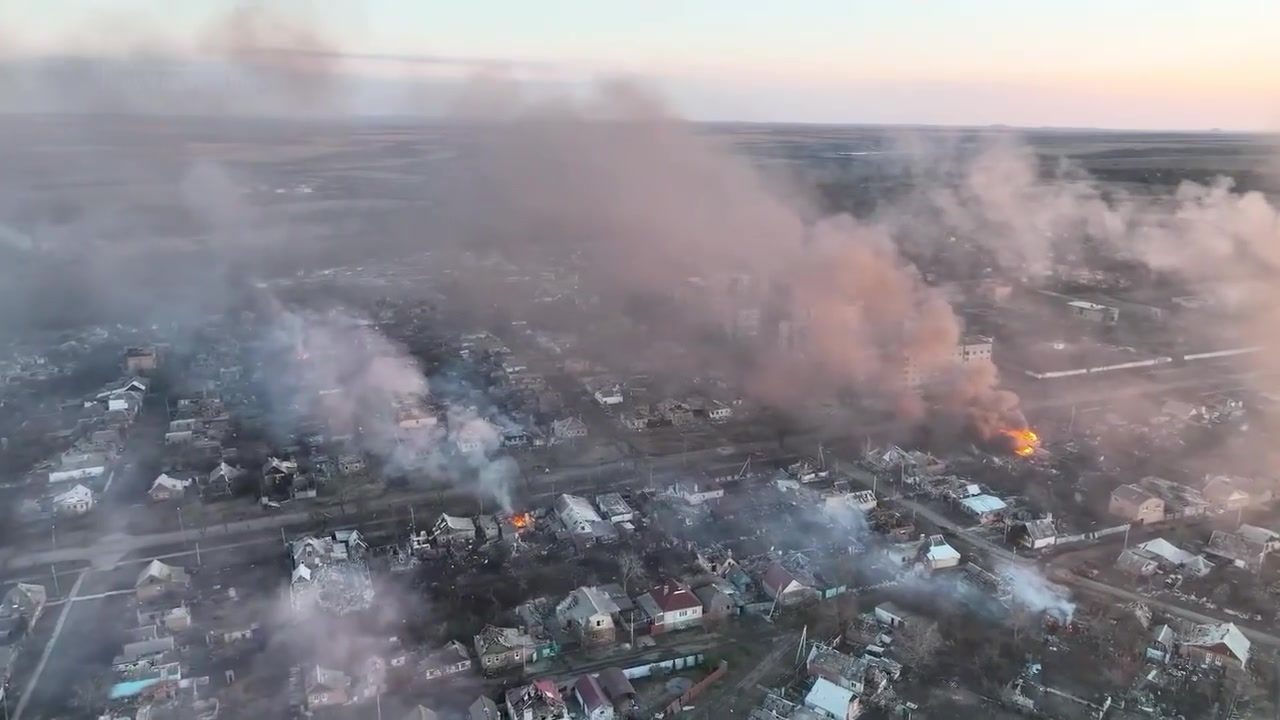
2022. február: Az orosz-ukrán háború kitörése. A képen Bahmut házai 2023 tavaszán

- Az orosz-ukrán háború kitörése. Európában a második világháború vége óta ez a háború a legnagyobb.[12]
- Meggyilkolják Abe Sinzó volt japán miniszterelnököt
- Az Európai Parlament kimondja, hogy Magyarország már nem teljes értékű demokrácia, hanem egy választási autokrácia hibrid rezsimje.[13]
- II. Erzsébet brit királynő, majd az év végén XVI. Benedek pápa halála
- Katari labdarúgó-világbajnokság
- Az ENSZ jelentése alapján a Föld népessége eléri a 8 milliárd főt.[14]

### 2023

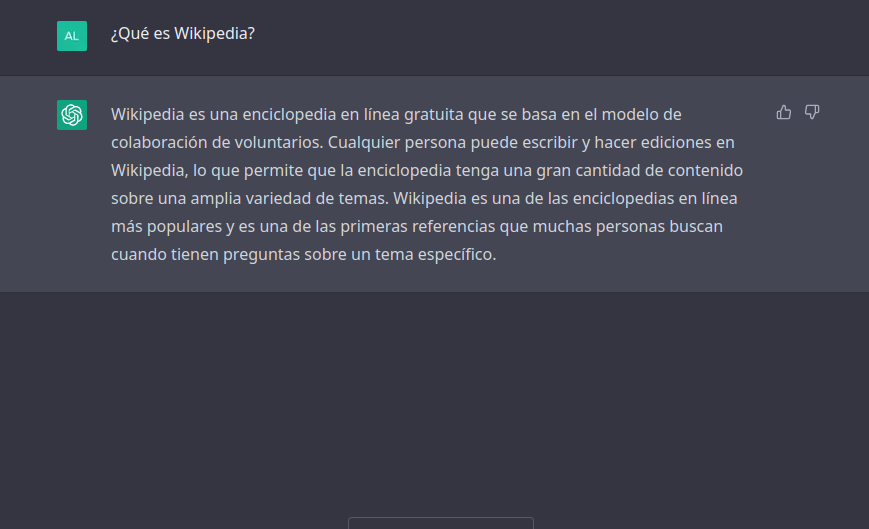
A mesterséges intelligencia és a ChatGPT széles körű elterjedése

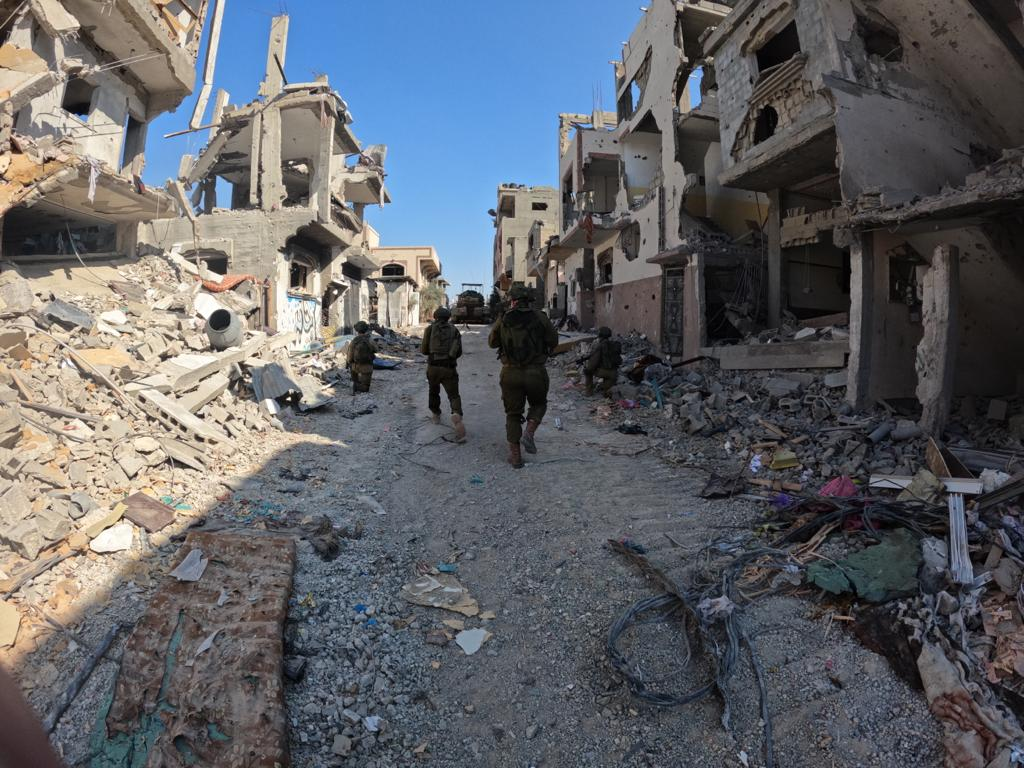
Izraeli katonák szétlőtt házak között a Gázai övezetben

- Horvátország bevezeti az eurót és csatlakozik a schengeni övezethez
- Törökországi és szíriai földrengések
- Szudánban hatalmi harcok törnek ki és polgárháború alakul ki
- Meghal Tina Turner, a „Rock ’n’ Roll királynője” [15]
- III. Károly brit királlyá koronázása
- A Wagner-csoport lázadása Oroszországban, majd később az alapítóinak és vezetőinek „légi szerencsétlensége”
- Finnország csatlakozik a NATO-hoz
- Románia a GDP/fő (PPP) alapján is [16] megelőzi Magyarországot [17] Az Eurostat adatai és a GKI gazdaságkutató alapján Magyarország lesz az Európai Unió legszegényebb országa.[18]
- Izrael–Hamász-háború kirobbanása

### 2024
- Azerbajdzsán 2023-as offenzíváját követően az év elején hivatalosan is megszűnik a de facto Hegyi-Karabah Köztársaság.[19]
- Egyiptom, Etiópia, Irán és az Egyesült Arab Emírségek BRICS-taggá válnak [20]
- Alekszej Navalnij, orosz ellenzéki vezető halála
- Svédország a hosszú akadályoztatása után [21] csatlakozik a NATO-hoz [22]
- Moszkvai terrortámadás
- Bulgária és Románia (egyelőre csak) a tengeri és légi útvonalakon keresztül a schengeni övezet tagja lesz [23]
- Irán megtorló csapásokat intéz Izrael ellen, miután az izraeli légierő lebombázta az iráni damaszkuszi nagykövetséget [24]
- Robert Fico szlovák miniszterelnök ellen merényletet követnek el
- Ebrahim Raiszi, Irán elnöke helikopterbalesetben meghal
- Párizsi, nyári olimpiai játékok
- Haszina Vazed bangladesi miniszterelnök, a világ leghosszabb ideig hivatalban lévő női kormányfője a kormányellenes tüntetések után lemond és elmenekül az országból.
- Főleg Libanonban, részben Szíriában több ezer személyhívó robban fel egy, a Hezbollah elleni izraeli támadásban. A következő hetekben az izraeli légierő a szervezet vezetőit likvidálta Libanon különböző részein, köztük Haszan Naszralláht.
- Az év végén, decemberben, 53 év után véget ért az el-Aszad család uralma Szíria felett, miután Bassár el-Aszad elmenekült az országból.

### 2025

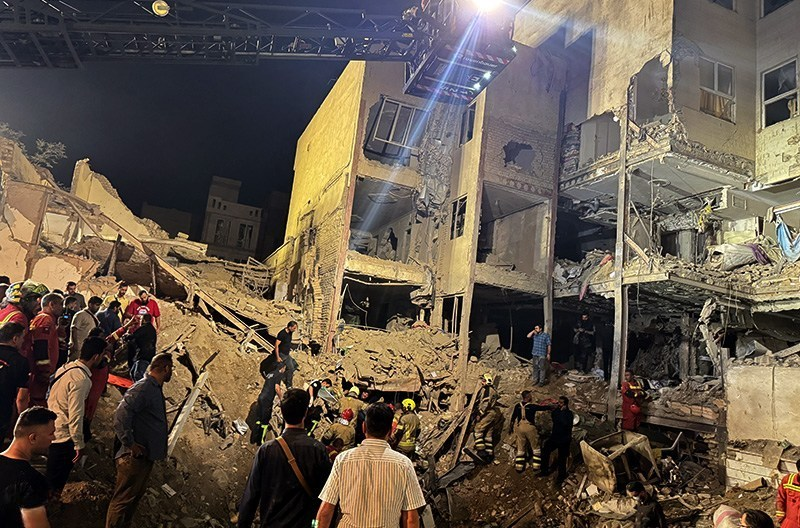
Az izraeli-iráni háború folyamán szétlőtt épület Teheránban

- Bulgária és Románia a schengeni övezet teljes körű tagja [25]
- Donald Trump újra az USA elnöke. Bejelenti igényét Grönlandra, Kanadára és a Panama-csatornára.[26][27]

Az USA-t kilépteti a Egészségügyi Világszervezetből és a párizsi éghajlatvédelmi egyezményből.
Április elején más országok importjával szemben globálisan büntetővámokat vezet be, amely szerte a világon felfordulást okoz, és gazdasági világháborút indít meg.
- Orbán Viktor fogadja a nemzetközileg körözött Benjámín Netanjáhút, majd a kormánya bejelenti, hogy kiléptetik Magyarországot a Nemzetközi Büntetőbíróságból [32]
- Meghal Ferenc pápa. Utóda, az amerikai bíboros, Chiclayo érseke a XIV. Leó nevet veszi fel.
- Friedrich Merz lesz Németország kancellárja.
- Júniusban Izrael légitámadást indít Irán ellen, majd háború tör ki a két ország között. Ebbe Izrael oldalán az USA is belép és Iránt bombázza.[33]
- Kapu Tibor lesz Magyarország második űrhajósa.[34]
- A magyar kormány betiltása ellenére kb.180-200 ezer ember vesz részt a Budapest Pride-n.[35]

## Kultúra és szórakozás

### Legsikeresebb dalok
- 2012: Psy – Gangnam Style
- 2017: Luis Fonsi – Despacito

### Leghosszabban futó televízió sorozatok
- Smallville 2001–2010: 10 teljes évad
- Csillagkapu (Stargate SG-1) 1997–2007: 10 teljes évad
- Ki vagy, doki? (Doctor Who) 2006–2011: 6 teljes évad
- Vészhelyzet (Emergency Room) 1994–2009: 15 teljes évad
- Medicopter 117 – Légimentők (Medicopter 117) 1997–2013: 24 teljes évad
- CSI: A helyszínelők (CSI:Crime Scene Investigation) 2000–2015: 15 teljes évad + TV-mozi
- NCIS 2003–: 21 teljes évad
- Dr. Csont (Bones) 2005–2015: 10 teljes évad
- The Walking Dead 2010–2022: 11 teljes évad
- A Simpson család (The Simpsons) 1989–: 35 teljes évad
- Jóbarátok (Friends) 1994–2004: 10 teljes évad
- South Park (South Park) 1997–: 26 teljes évad
- Family Guy (Family Guy) 1999–: 22 teljes évad
- Conan, a detektív (名探偵コナン) 1996–: 31 teljes évad
- One Piece (ワンピース) 1999–: 20 teljes évad
- Cobra 11 (Alarm für Cobra 11) 1996– 50 teljes évad (Németországban)

### Betegség és orvoslás
- Az Egészségügyi Világszervezet (WHO) szerint a 21. század első világjárványa a Kínából érkező SARS-CoV koronavírus, amely a légzőszerveket támadja meg, és tüdőgyulladáshoz vezet, több millió ember halálát okozva eddig. Bár sokkal súlyosabb járványos betegségek léteznek a világon, ez a vírus a globális turizmus visszaesésével, az utazások csökkenésével a világgazdaság fejlődésére is kihatott.
- 2013-2014 – Az eddigi legnagyobb és legtöbb halálos áldozatot követelő Ebola járvány Afrikában.
- 2015-2016 – A Zika-vírus Dél-Amerikában pandémiát vált ki. Újszülöttek kisfejűségét okozta. A betegség szúnyogok által terjed el.

## Egyéb
A globális kommunikációs hálózat tovább növekedik, amely más kultúrák találkozását eredményezi. A kultúrák keveredése nyomást gyakorol egyéb időszámítási rendszerekre (muszlim naptár, kínai naptár, zsidó naptár), a „21. század” és a „3. évezred” fogalmának átvételére. Néhány futurista felvetette, hogy egyszerűen dobjuk el a jelenlegi időszámítást, és vegyük fel a kezdő dátumot az emberi urbanizáció kezdetére (i. e. 4. évezred), a mai időszakra létrehozva a hetedik évezredet.[forrás?]

## Jelentős személyek

### Vezetők, uralkodók
Bővebben lásd: Államok vezetőnek listái

### Tudósok
- Jane Goodall (etológus)
- Michio Kaku (elméleti fizikus)
- Karikó Katalin (biokémikus)
- John Horton Conway (matematikus)
- Terence Tao (matematikus) stb.

### Közgazdaság és üzlet
- Bill Gates, a Microsoft Corporation alapítója
- Linus Torvalds, a Linux megalkotója
- Steve Jobs, az Apple Computer alapítója
- Elon Musk, nevéhez fűződik a PayPal, a SpaceX, a Tesla, Inc. és a Neuralink
- Jeff Bezos, az Amazon nevű kereskedelmi cég alapítója

### Vallási vezetők
- II. János Pál pápa
- XVI. Benedek pápa
- Ferenc pápa
- Tendzin Gyaco, dalai láma

### Művészek
- Adele brit énekes[36]
- Aj Vejvej kínai művész[37]
- Banksy brit graffiti-művész[37]
- Beyoncé amerikai énekes[36]
- Daft Punk francia zenész duó[38]
- Drake kanadai rapper és énekes[38]
- Frank Ocean amerikai zenész, vizuális művész[38]
- Lady Gaga amerikai énekes-dalszerző[36][38]
- Nicki Minaj amerikai rapper[38]
- Gerhard Richter német művész[39]
- Taylor Swift amerikai énekes-dalszerző[36][38]
- Murakami Takasi japán művész[37]
- Kanye West amerikai rapper, producer[38] stb.

### Híres előadóművészek
- Dj. Tiësto
- David Guetta
- Skrillex
- Denzel Washington
- Dwayne Johnson
- Keanu Reeves
- Leonardo DiCaprio
- Matt Damon
- Mila Kunis
- Nicole Kidman stb.

### Sportolók
- Fernando Alonso F1-es pilóta
- Ole Einar Bjørndalen sílövő
- Usain Bolt futó
- Johannes Thingnes Bø sílövő
- Tom Brady amerikaifutball-játékos
- Kobe Bryant kosárlabdázó
- Alberto Contador országúti kerékpáros
- Stephen Curry kosárlabdázó
- Kevin Durant kosárlabdázó
- Novak Đoković teniszező
- Erdei Zsolt bokszoló
- Roger Federer teniszező
- Chris Froome országúti kerékpáros
- Tyson Fury ökölvívó
- Martin Fourcade sílövő
- Hosszú Katinka úszó
- LeBron James kosárlabdázó
- Volodimir Klicsko ökölvívó
- Floyd Mayweather ökölvívó
- Lionel Messi labdarúgó
- Rafael Nadal teniszező
- Vincenzo Nibali országúti kerékpáros
- Manny Pacquiao ökölvívó
- Michael Phelps úszó
- Asafa Powell futó
- Kimi Räikkönen F1-es pilóta
- Ronaldinho labdarúgó
- Cristiano Ronaldo labdarúgó
- Michael Schumacher F1-es pilóta
- Max Verstappen F1-es pilóta
- Sebastian Vettel F1-es pilóta
- Serena Williams teniszező
- Tiger Woods golfozó

### Hírhedt emberek
- Josef Fritzl

## Csillagászati előrejelzések
- 2061: A Halley-üstökös visszatérése.
- 2084. november 10.: a Föld áthaladása a Nap előtt a Mars bolygó felől nézve.

## Prognózisok a 21. századra
- 2033: Az európai űrhivatal is embert küld a Marsra.[40]
- 2038. január 19. 03:14:08 (UTC): Az Y2K-hoz hasonló időmérési probléma fog fellépni, ugyanis a Unix-időt használó rendszereken 1970. január 1-je óta eltelt másodpercek száma ekkor fogja meghaladni a 32 bites előjeles számok maximális értékét. Ez bizonyos rendszerek hibás működését okozhatja majd (2038-probléma).

## Évek és évtizedek
Megjegyzés: A huszonegyedik század előtti évek dőlt betűvel írva.
| 1990-es évek | 1990 | 1991 | 1992 | 1993 | 1994 | 1995 | 1996 | 1997 | 1998 | 1999 |
| 2000-es évek | 2000 | 2001 | 2002 | 2003 | 2004 | 2005 | 2006 | 2007 | 2008 | 2009 |
| 2010-es évek | 2010 | 2011 | 2012 | 2013 | 2014 | 2015 | 2016 | 2017 | 2018 | 2019 |
| 2020-as évek | 2020 | 2021 | 2022 | 2023 | 2024 | 2025 | 2026 | 2027 | 2028 | 2029 |
| 2030-as évek | 2030 | 2031 | 2032 | 2033 | 2034 | 2035 | 2036 | 2037 | 2038 | 2039 |
| 2040-es évek | 2040 | 2041 | 2042 | 2043 | 2044 | 2045 | 2046 | 2047 | 2048 | 2049 |
| 2050-es évek | 2050 | 2051 | 2052 | 2053 | 2054 | 2055 | 2056 | 2057 | 2058 | 2059 |
| 2060-as évek | 2060 | 2061 | 2062 | 2063 | 2064 | 2065 | 2066 | 2067 | 2068 | 2069 |
| 2070-es évek | 2070 | 2071 | 2072 | 2073 | 2074 | 2075 | 2076 | 2077 | 2078 | 2079 |
| 2080-as évek | 2080 | 2081 | 2082 | 2083 | 2084 | 2085 | 2086 | 2087 | 2088 | 2089 |
| 2090-es évek | 2090 | 2091 | 2092 | 2093 | 2094 | 2095 | 2096 | 2097 | 2098 | 2099 |
| 2100-as évek | 2100 | 2101 | 2102 | 2103 | 2104 | 2105 | 2106 | 2107 | 2108 | 2109 |